# پردیس مهدوی
پردیس مهدوی نویسنده و استاد دانشگاه ایرانی در دانشگاه پامونا است. وی مدرک دکترای خود را در رشته انسان‌شناسی و جامعه‌شناسی پزشکی از دانشگاه کلمبیا دریافت کرده است. معروف‌ترین اثر وی کتاب قیام پرشور: انقلاب جنسی در ایران که توسط انتشارات دانشگاه استانفورد چاپ شده‌است می‌باشد.